# Atletism la Jocurile Olimpice de vară din 2020 - 3.000 m obstacole (masculin)
Proba de 3.000 de metri obstacole masculin de la Jocurile Olimpice de vară din 2020 a avut loc în perioada 30 iulie-2 august 2021 pe Stadionul Național al Japoniei.

## Recorduri
Înaintea acestei competiții, recordurile mondiale și olimpice erau următoarele:
| Record  | Atlet                     | Timp    | Loc                      | Data              |
| ------- | ------------------------- | ------- | ------------------------ | ----------------- |
| Mondial | Saif Saaeed Shaheen (QAT) | 7:53,63 | Bruxelles, Belgia        | 3 septembrie 2004 |
| Olimpic | Conseslus Kipruto (KEN)   | 8:03,28 | Rio de Janeiro, Brazilia | 17 august 2016    |

## Program
Orele sunt ora Japoniei (UTC+9) 
| Data                  | Oră   | Etapă   |
| --------------------- | ----- | ------- |
| Vineri, 30 iulie 2021 | 09:00 | Etapa 1 |
| Luni, 2 august 2021   | 19:00 | Finala  |

## Rezultate

### Calificări
Se califică în finală primii trei atleți din fiecare serie (C) și următorii atleți cu cei mai buni 6 timpi (c). 

#### Seria 1
| Loc | Atlet            | Țară                       | Timp    | Note    |
| --- | ---------------- | -------------------------- | ------- | ------- |
| 1   | Lamecha Girma    | Etiopia                    | 8:09,83 | C       |
| 2   | Ryuji Miura      | Japonia                    | 8:09,92 | C, RN   |
| 3   | Benjamin Kigen   | Kenya                      | 8:10,80 | C, RS   |
| 4   | Ala Zoghlami     | Italia                     | 8:14,06 | RP, c   |
| 5   | Mohamed Tindouft | Maroc                      | 8:15,91 | c       |
| 6   | John Gay         | Canada                     | 8:16,99 | RP, c   |
| 7   | Djilali Bedrani  | Franța                     | 8:20,23 | (0,223) |
| 8   | Mason Ferlic     | Statele Unite ale Americii | 8:20,23 | (0,226) |
| 9   | Albert Chemutai  | Uganda                     | 8:29,81 |         |
| 10  | Vidar Johansson  | Suedia                     | 8:32,86 |         |
| 11  | Karl Bebendorf   | Germania                   | 8:33,27 |         |
| 12  | Carlos Sanmartin | Columbia                   | 8:33,47 |         |
| 13  | Phil Norman      | Marea Britanie             | 8:46,57 |         |
| -   | Fernando Carro   | Spania                     | -       | NT      |
| -   | John Koech       | Bahrain                    | -       | NT      |

#### Seria 2
| Loc | Atlet                | Țară                       | Timp    | Note  |
| --- | -------------------- | -------------------------- | ------- | ----- |
| 1   | Abraham Kibiwott     | Kenya                      | 8:12,25 | C     |
| 2   | Getnet Wale          | Etiopia                    | 8:12,55 | C     |
| 3   | Ahmed Abdelwahed     | Italia                     | 8:12,71 | C     |
| 4   | Matthew Hughes       | Canada                     | 8:13,56 | RS, c |
| 5   | Yemane Haileselassie | Eritreea                   | 8:14,63 | RS, c |
| 6   | Benard Keter         | Statele Unite ale Americii | 8:17,31 | RP, c |
| 7   | Avinash Sable        | India                      | 8:18,12 | RN    |
| 8   | Sebastián Martos     | Spania                     | 8:23,07 |       |
| 9   | Ryoma Aoki           | Japonia                    | 8:24,82 |       |
| 10  | Abdelkarim Ben Zahra | Maroc                      | 8:28,63 | RS    |
| 11  | Edward Trippas       | Australia                  | 8:29,90 |       |
| 12  | Louis Gilavert       | Franța                     | 8:36,35 |       |
| 13  | Emil Blomberg        | Suedia                     | 8:39,57 |       |
| 14  | Zak Seddon           | Marea Britanie             | 8:43,29 |       |
| 15  | Hicham Bouchicha     | Algeria                    | 8:44,75 |       |

#### Seria 3
| Loc | Atlet                | Țară                       | Timp    | Note  |
| --- | -------------------- | -------------------------- | ------- | ----- |
| 1   | Soufiane El Bakkali  | Maroc                      | 8:19,00 | C     |
| 2   | Topi Raitanen        | Finlanda                   | 8:19,17 | C, RS |
| 3   | Alexis Phelut        | Franța                     | 8:19,36 | C     |
| 4   | Osama Zoghlami       | Italia                     | 8:19,51 |       |
| 5   | Leonard Bett         | Kenya                      | 8:19,62 |       |
| 6   | Hillary Bor          | Statele Unite ale Americii | 8:19,80 |       |
| 7   | Ben Buckingham       | Australia                  | 8:20,95 | RP    |
| 8   | Ole Hesselbjerg      | Danemarca                  | 8:24,08 |       |
| 9   | Bikila Tadese Takele | Eritreea                   | 8:24,69 |       |
| 10  | Altobeli da Silva    | Brazilia                   | 8:29,17 |       |
| 11  | Simon Sundström      | Suedia                     | 8:29,34 |       |
| 12  | Kosei Yamaguchi      | Japonia                    | 8:31,27 |       |
| 13  | Daniel Arce          | Spania                     | 8:38,09 |       |
| 14  | Matthew Clarke       | Australia                  | 8:42,37 |       |

### Finala
| Loc | Atlet                | Țară                       | Timp    | Note |
| --- | -------------------- | -------------------------- | ------- | ---- |
| 1   | Soufiane El Bakkali  | Maroc                      | 8:09,90 |      |
| 2   | Lamecha Girma        | Etiopia                    | 8:10,38 |      |
| 3   | Benjamin Kigen       | Kenya                      | 8:11,45 |      |
| 4   | Getnet Wale          | Etiopia                    | 8:14,97 |      |
| 5   | Yemane Haileselassie | Eritreea                   | 8:15,34 |      |
| 6   | Matthew Hughes       | Canada                     | 8:16,03 |      |
| 7   | Ryuji Miura          | Japonia                    | 8:16,90 |      |
| 8   | Topi Raitanen        | Finlanda                   | 8:17,44 |      |
| 9   | Ala Zoghlami         | Italia                     | 8:18,50 |      |
| 10  | Abraham Kibiwott     | Kenya                      | 8:19,41 |      |
| 11  | Benard Keter         | Statele Unite ale Americii | 8:22,12 |      |
| 12  | Alexis Phelut        | Franța                     | 8:23,14 |      |
| 13  | Mohamed Tindouft     | Maroc                      | 8:23,56 |      |
| 14  | Ahmed Abdelwahed     | Italia                     | 8:24,34 |      |
| 15  | John Gay             | Canada                     | 8:35,41 |      |